# Ꝇ
Das Ꝇ (kleingeschrieben ꝇ) ist ein Buchstabe des lateinischen Schriftsystems. Er besteht aus einem L, das typografisch in der Mitte „gebrochen“ wurde.
Das Zeichen wird in Umschriften mittelnordischer Texte benutzt, um ein geminiertes L (/lː/) darzustellen. Dieser war im Mittelnordischen ein phonemischer Laut und wurde in zeitgenössischen Schriften durch den Digraphen ll dargestellt.

## Darstellung auf dem Computer
Unicode kodiert das Ꝇ an den Codepunkten U+A746 (Großbuchstabe) und U+A747 (Kleinbuchstabe).